# Villard-sur-Doron
Villard-sur-Doron ist eine Gemeinde mit 683 Einwohnern (Stand 1. Januar 2022) im französischen Département Savoie in der Region Auvergne-Rhône-Alpes. Sie gehört zum Kanton Ugine im Arrondissement Albertville.

## Geographie
Villard-sur-Doron liegt in den Westalpen im Beaufortain-Massiv am Flüsschen Doron, etwa 62 Kilometer südsüdöstlich der Stadt Genf und 50 Kilometer ostnordöstlich der Präfektur Chambéry (beides Luftlinie). Die Nachbargemeinden sind Cohennoz im Norden, Hauteluce im Nordosten, Beaufort im Osten und Süden, sowie Queige und Ugine im Westen.
Die Gemeinde erstreckt sich zu beiden Seiten des Doron, der an dieser Stelle westwärts fließt durch ein tief eingeschnittenes Hochtal mit bis auf etwa 2000 m gleichmäßig steil ansteigenden Flanken. Das Bergdorf liegt auf 719 m nur wenig oberhalb des Flusses, und weitere Weiler und Häuser verteilen sich über die Nordseite, die den 1941 m hohen Mont Bisanne und einen Teil des dahinter beginnenden Skigebietes umfasst. Am Nordrand der Gemeinde liegt auch der 1633 m hohe Passübergang Col des Saisies zum benachbarten Tal des Arly. Die südliche Teil der Gemeinde auf der sonnenabgewandten Nordflanke ist dagegen vollständig bewaldet. Die Gemeindegrenze folgt im Süden und Norden den Gipfelketten oberhalb der Talflanken, und der Gemeindeboden erreicht auf 2280 m in der Nähe des Mont Mirantin (2460 m) seinen höchsten Punkt.
Zu Villard-sur-Doron gehören eine Reihe weiterer Weiler und Gehöfte, darunter:
- les Billords, les Vernets und les Perrières (um 650 m) in der Talebene des Doron; unterhalb der Ortschaft,
- Manant (700 m) im Talboden flussaufwärts an der Gemeindegrenze zu Beaufort;
- le Cray (ungefähr 850 m – 1150 m), Streusiedlung am Anstieg zum Col des Saisies oberhalb des Dorfes;
- Bisanne 1500, Wintersportort am Hang unterhalb des Mont Bisanne.

## Geschichte
Das ursprünglich vallis de Lucia genannte obere Doron-Tal war bereits von den Römern kolonisiert worden und besaß im Hochmittelalter vier Pfarreien (quatuor ecclesias de Luciaco, 1171), von denen eine möglicherweise Villard war. Im 14. Jahrhundert wurde die Dorfkirche von Villard erstmals explizit als Ecclesia de Villars erwähnt. Im Mittelalter und Ancien Régime bildete Villard eine kleine Herrschaft, die zu den Besitztümern der Herren von Beaufort gehörte. Jene verpfändeten 1271 ihren Besitz an die Herren von Faucigny, und mit dem Vertrag von Paris (1355) gelangte die Gegend an die Grafen von Savoyen.
Im 18. Jahrhundert erlangte der Ort einen gewissen Reichtum dadurch, dass Einwohner während der kargen Wintermonate zeitweise emigrierten und Schmuckhandel zwischen den umliegenden Zentren in Savoyen betrieben.

## Sehenswürdigkeiten
Die Pfarrkirche Saint-Pierre von Villard-sur-Doron wurde 1672 errichtet. Sie ist einschiffig und besitzt im Inneren eine Empore und zwei Seitenkapellen. Ihr Glockenturm aus gemauertem Stein erreicht bei 4 m Seitenlänge eine Höhe von 26,5 m und ist dadurch auffallend schlank. Seine Spitze und seine Glockenstube wurden 1895 renoviert.
Ein Gebäude aus dem Jahr 1606 beherbergt heute das Bürgermeisteramt (französisch mairie). Ein Arboretum befindet sich in der Nähe von les Vernets.

## Bevölkerungsentwicklung
Mit 683 Einwohnern (Stand 1. Januar 2022) gehört Villard-sur-Doron zu den kleinen Gemeinden Savoyens. Die Ortsbewohner von Villard-sur-Doron heißen auf Französisch Villarain(e)s.
| Jahr                       | 1800 | 1836 | 1866 | 1901 | 1921 | 1946 | 1962 | 1982 | 1990 | 1999 | 2006 | 2016 |
| -------------------------- | ---- | ---- | ---- | ---- | ---- | ---- | ---- | ---- | ---- | ---- | ---- | ---- |
| Einwohner                  | 1043 | 1140 | 1017 | 890  | 781  | 784  | 907  | 642  | 588  | 554  | 682  | 712  |
| Quellen: Cassini und INSEE |      |      |      |      |      |      |      |      |      |      |      |      |

## Wirtschaft und Infrastruktur
Villard-sur-Doron ist noch heute ein vorwiegend durch die Landwirtschaft und Alpwirtschaft geprägtes Dorf. Daneben gibt es in ähnlicher Zahl Betriebe des lokalen Kleingewerbes. Ein Teil der Erwerbstätigen sind Wegpendler, die in den Nachbarorten und in Albertville ihrer Arbeit nachgehen. Etwa zwei Drittel der Wohneinheiten sind Zweit- und Ferienwohnungen, die zusammen mit zwei Hotels die touristische Infrastruktur bereitstellen.
Der kleine Wintersportort Bisanne 1500 ist Teil des knapp 200 Pistenkilometer umfassenden Skigebietes Espace Diamant. Von ihm führt ein Sessellift auf den 1941 m hohen Mont Bisanne, dessen von Skipisten und Liften durchzogene Rückseite etwa zur Hälfte zu Villard-sur-Doron gehört.
In Villard-sur-Doron befindet sich eine staatliche école primaire.

### Verkehr
Villard-sur-Doron liegt an der Departementsstraße D925, die durch das Tal des Doron von Albertville nach Beaufort führt und es über den Pass von Roselend mit dem Hochtal der Isère verbindet. Von ihr zweigt eine Nebenstraße ab und führt durch den Ortskern auf den Col des Saisies. In rund 15 km Entfernung bietet die Stadt Albertville sowohl einen Autobahnanschluss an die A430 als auch einen SNCF-Bahnhof mit TGV-Verbindungen. Als Flughäfen in der Region kommen Genf (106 km), Chambéry-Savoie (76 km) sowie Lyon-St-Exupéry (151 km) in Frage.

## Persönlichkeiten
- Julia Simon (* 1996), französische Biathletin, in Villard-sur-Doron aufgewachsen